# Флайбано
Флайбано (італ. Flaibano) — муніципалітет в Італії, у регіоні Фріулі-Венеція-Джулія,  провінція Удіне.
Флайбано розташоване на відстані близько 470 км на північ від Рима, 80 км на північний захід від Трієста, 20 км на захід від Удіне.
Населення — 1170 осіб (2014).

## Демографія
Населення за роками:

Станом на 1 січня 2023 року в муніципалітеті офіційно проживало 59 іноземців з 13 країн, серед них 20 громадян країн Євросоюзу та 10 громадян України.

## Сусідні муніципалітети
- Козеано
- Діньяно
- Сан-Джорджо-делла-Рикінвельда
- Седельяно
- Спілімберго